# Barry Wilmore
Barry "Butch" Eugene Wilmore (Murfreesboro, 29 de dezembro de 1962) é um astronauta e piloto de testes norte-americano.

## Biografia
Piloto e capitão da Marinha dos Estados Unidos, graduado pela prestigiada Escola de Piloto de Teste Naval dos Estados Unidos, Wilmore tem mais de 5.900 horas de voo e 663 aterrissagens em porta-aviões. Voou em missões de combate no Iraque e na Bósnia, como parte da frota aérea da OTAN. Como piloto de testes, ajudou no desenvolvimento inicial do jato de treinamento T-45, para certificá-lo como operativo em pousos em porta-aviões.
Como formação acadêmica, é graduado como engenheiro-eletricista pela Tennessee Technical University (TTU), 1985; mestre em ciência de sistemas aviônicos pela Universidade do Tennessee - Knoxville, 1994, e mestre em ciência de engenharia elétrica também pela TTU, em 1994.
Foi selecionado para o curso de astronautas da NASA em 2000 e qualificado após os dois anos de treinamento, designado para exercer funções técnicas em terra e como astronauta da equipe de apoio das missões do ônibus espacial baseadas em Cabo Canaveral.
Foi ao espaço em 16 de novembro de 2009, como piloto da missão STS-129 da nave Atlantis, passando dez dias em órbita terrestre. Sua segunda missão espacial teve início em 25 de setembro de 2014, quando foi lançado do Cosmódromo de Baikonur a bordo da Soyuz TMA-14M, para uma estadia de longa duração na ISS, como engenheiro de voo da Expedição 41 e comandante da Expedição 42.  Retornou à Terra ocorreu em 12 março de 2015, após passar 167 dias em órbita.